# Salt-en-Donzy
Salt-en-Donzy is een gemeente in het Franse departement Loire (regio Auvergne-Rhône-Alpes) en telt 420 inwoners (2004). De plaats maakt deel uit van het arrondissement Montbrison.

## Geografie
De oppervlakte van Salt-en-Donzy bedraagt 9,0 km², de bevolkingsdichtheid is 46,7 inwoners per km².
De onderstaande kaart toont de ligging van Salt-en-Donzy met de belangrijkste infrastructuur en aangrenzende gemeenten.

## Demografie
Onderstaande figuur toont het verloop van het inwonertal (bron: INSEE-tellingen).